# Леони, Пьетро
Пье́тро Лео́ни (итал. Pietro Leoni, по советским документам — Пётр Ангелович или Пётр Ангелевич Леони; 1 января 1909, Премилькуоре, Италия — 26 июля 1995, Монреаль, Канада) — итальянский католический священник, член ордена иезуитов, в 1945—1955 годах — политзаключённый в СССР, участник «Русского апостолата».

## Биография
Пьетро Леони родился в 1909 году в Италии, в семье крестьянина Анджело Леони. Принял монашество в ордене иезуитов в 1927 году. С 1931 года учился в Григорианском университете в Риме, затем в 1935 году окончил коллегию «Руссикум». Практиковался в разговорной русской речи в иезуитском колледже. В 1939 году рукоположен в сан священника восточного обряда (с правом биритуалии — совершения богослужений как по восточному, так и по латинскому обряду). Летом 1940 года призван в армию, был капелланом госпиталя. В этом качестве находился на оккупированной немецкими и итальянскими войсками территории советской Украины: в Днепропетровске, затем в Донбассе. Вопреки распоряжениям военных властей, окормлял не только итальянских военнослужащих, но и католиков из числа местного населения. Летом 1942 года впервые получил предложение служить в Одессе, для чего, однако, ему необходимо было сначала демобилизоваться. Весной 1943 года вернулся в Италию, демобилизован 30 апреля (но приказ о демобилизации получил лишь 22 июня) и через некоторое время, уже зная о скором и неминуемом занятии черноморского побережья советскими войсками, с паспортом режима Бадольо выехал через Румынию в Одессу. Совершал богослужения по обоим обрядам. Весной 1944 года, после эвакуации большей части католического духовенства во главе с епископом Маркусом Глазером, в городе осталось только два католических священника латинского обряда — о. Леони и ассумпционист о. Жан Николя. Еще один священник итальянец Армандо Дзаватта служил в Одессе в византийском обряде в Румынской греко-католической миссии.
С 25 марта 1944 года Леони — настоятель прихода апостола Петра, в ноябре 1944 года зарегистрирован в исполкоме в качестве «настоятеля и проповедника».

### В заключении в СССР
29 апреля 1945 года арестован (тогда же арестован и о. Жан Николя). Вывезен в Москву, содержался на Лубянке, затем в Лефортовской тюрьме и в Бутырке. Под следствием вёл себя дерзко, не скрывал своего отрицательного отношения к коммунистическим идеям. 13 сентября ему было предъявлено обвинительное заключение: «По заданию Ватикана прибыл в Одессу с целью развернуть работу по распространению среди русского населения католицизма, обработки верующих и православного духовенства за присоединение к Католической Церкви, возглавляемой Папой Римским. Находясь в городе Одессе, вёл антисоветскую агитацию, распространял антисоветскую литературу, призывающую к борьбе с коммунизмом». 12 ноября 1945 года приговорен по статьям 58-6 и 58-10 ч. 2 УК РСФСР к 10 годам ИТЛ (ПП ОСО при НКВД СССР). 12 декабря отправлен в Темлаг (Мордовская АССР).
15 июня 1947 года арестован в лагере по сфабрикованному с помощью провокаторов делу о подготовке коллективного побега и 29 августа приговорён по ст. 58-2, 58-10 и 58-11 к высшей мере наказания, которая в соответствии с Указом Президиума ВС СССР от 26.05.1947 «Об отмене смертной казни» заменялась 25 годами лагерей. В то же время обвинение по ст. 58-12 суд отверг, создав, тем самым, парадоксальную ситуацию: было установлено, что Леони не знал о существовании заговора (недонесение о котором и составляло суть обвинения по данному пункту), однако участвовал в нём. Через Москву, Вологду, Киров и Котлас отправлен в Воркутлаг. Содержался на ряде лагпунктов, использовался на различных работах (работал в шахте, на стройке, санитаром, сторожем и др.) По мере возможности занимался также пастырской работой, тайно совершал богослужения. Несколько раз подвергался в этой связи наказаниям. При разделении Воркутлага в 1948 году отправлен в Речлаг. Находился во втором лаготделении (7-я шахта), участвовал в продолжительной политической забастовке, позднее названной Воркутинским восстанием.
С лета 1953 года освобождавшиеся и выезжавшие из СССР заключённые-иностранцы стали передавать на Запад информацию о точном местонахождении Леони, а с осени ему, как и другим заключённым, было разрешено отправлять и получать почту из-за границы.
В декабре 1954 года вместе с другими иностранцами переведён в лагерь близ поселка Усть-Уса, в начале 1955 года — в лагерь в посёлке Абезь. 25 апреля 1955 года назначенный ему 25-летний срок наказания был снижен до 7 лет, Леони вывезли в Потьму, где 2 мая официально освободили. Затем через Москву он был в сопровождении сотрудников советских органов перевезён в Вену и там 17 мая передан послу Италии в Австрии.

### На свободе
Вскоре после возвращения в Италию о. Пьетро Леони был назначен духовником студентов «Руссикума». Изменившаяся в последующие годы политика итальянского правительства и некоторых кругов в Ватикане по отношению к СССР была для него неприемлема; он выступал в печати с антикоммунистическими статьями и предостерегал руководство «Руссикума» от возможного проникновения в коллегию, под видом учащихся из СССР, агентов советских спецслужб. К Московскому Патриархату он также относился крайне негативно, считая его руководителей пособниками коммунистов; в своих мемуарах называет Русскую православную церковь «Церковью» только в кавычках. В связи с этим вокруг о. Леони, как и вокруг близкого к нему по своим взглядам о. Станислава (Евлампия) Тышкевича, в «Руссикуме» сложилась атмосфера отчуждённости, поэтому, как только ему поступило предложение отправиться миссионером в Бразилию, он немедленно воспользовался такой возможностью. В результате, однако, о. Леони был в 1959 году назначен в миссию для русских католиков, которая располагала церковью Введения во храм Пресвятой Богородицы в Монреале, Канада, а позднее стал её главой. С 1965 года окормлял также заключённых в местной тюрьме и больных в госпитале. В 1971 году, расширяя храм, сам выполнял работу каменщика, знакомую ему ещё по лагерям, и красил его купол.
Скончался 26 июля 1995 года во время купания в озере.